# Chrysolina atrovirens
Chrysolina atrovirens é uma espécie de artrópode pertencente à família Chrysomelidae.